# Yael Unger
Yaël Unger Kremer (Montevideo, 4 de julio de 1941) es una actriz chilena de origen uruguayo, con una laureada trayectoria en teatro y televisión entre 1967 y 2002. Actualmente se desempeña como maestra espiritual en el Centro Isha.
En 1981 protagonizó La madrastra, que logró una gran aclamación y un éxito comercial con un 80% de audiencia televisiva, se convirtió en telenovela chilena con mayor audiencia en el país. Ha sido reconocida por su trayectoria artística en los diversos premios otorgados por los críticos y medios de espectáculos, logrando ser la ganadora de cinco premios APES en las categorías de mejor actriz de teatro, mejor actriz de televisión y un premio Laurel de Oro a la mejor actriz de teatro de 1975.

## Biografía

### Primeros años
Nació en Montevideo en 1941. Su padre fue Basilio Unger Klein, un médico y, su madre fue Dora Kremer, una enfermera, ambos eran judíos nacidos en Hungría. El apellido Unger significa húngaro en lengua germana.
Sus padres abandonaron Hungría y migraron a Uruguay, previamente a la Segunda Guerra Mundial. La familia Unger Kremer se estableció en la ciudad Montevideo. En 1947 cuando Yael tenía 6 años de edad, su familia emprendió el viaje a Chile, estableciéndose en Santiago de Chile.
De adolescente, Unger se unió a un grupo juvenil judío. La organización era similar en su estructura a la de los boy scouts, con divisiones por subgrupos y monitores al mando. Pero el objetivo era distinto: ir a vivir a un kibutz para construir la patria. Los kibutz, eran comunidades agrícolas israelíes autosustentables. Fueron esenciales en la creación del Estado de Israel, ya que el entrenamiento militar de sus miembros les permitía patrullar y defender las zonas fronterizas en las que se establecían. El padre de Unger se opuso terminantemente a que se fuera, antes debía terminar la escuela.

### Adolescencia
Realizó sus estudios en la escuela Liceo Experimental Manuel de Salas, donde se despertó su vocación por el teatro, gracias a una representación de El príncipe feliz, del dramaturgo irlandés Oscar Wilde, donde interpretó a la golondrina. Unger partió a Israel en 1960 y se quedó cinco años, dos de los cuales vivió en un kibutz. Los primeros seis meses se quedó con su abuela y dos tías, hermanas de su mamá. Con facilidad para aprender idiomas –español, húngaro, inglés, portugués y un poco de francés–, estudió un semestre de hebreo en Jerusalén. Luego regresó al kibutz, donde se reencontró con su novio Gregorio Rosenblum y el resto del grupo. Al poco tiempo se casó con él y quedó embarazada de Dafna. El deseo de una vida más privada, o la partida de muchas parejas jóvenes fue lo que motivó a Unger y su marido a dejar la comunidad. En Jerusalén las cosas cambiaron: el matrimonio andaba mal y Unger volvió, ahora con Dafna, a Chile en 1965.

## Carrera

### Estudios
Unger amaba el teatro, pero guardó esa pasión en un cajón y la enterró por un tiempo para ir a Israel. Una vez en Chile se le presentó una oportunidad cuando la Universidad de Chile abrió cupos para un curso nocturno en 1967. Por un año trabajó durante el día y por las noches realizaba los talleres de actuación. Más tarde decidió entrar a la Escuela de Teatro Experimental en la misma universidad. Coincidió que su marido –que había regresado de Israel– también estaba en esa escuela, un año más adelante que Unger. Así, ambos volvieron a vivir juntos con Dafna, y buscaron un trabajo que calzara con sus horarios de estudio.

### Consolidación en teatro
Egresó de teatro, en 1969, Unger comenzó una relación sentimental con el director teatral Gustavo Meza en Concepción. Junto al actor Tennyson Ferrada, en 1974, fue una de las fundadoras de la compañía, y posterior escuela, Teatro Imagen. El proyecto surgió como una forma de enfrentar y darle un sentido al momento político que se vivía en Chile: la dictadura de Augusto Pinochet. 
Antes de incursionar en la actuación y dadas sus raíces judías decidió cambiar su nombre artístico a Yaël ("Julia" en hebreo, con las variantes Yaël, o Jaël).
La sorpresa como actriz, la dio en las tablas. El salto que se pegó en teatro fue muy importante, ahí fue donde evolucionó, se perfeccionó, mejoró la voz y se barajó fantásticamente bien en análisis de personajes. Durante este período se consolidó como actriz de teatro y ganado varios premios y reconocimientos por sus distintas interpretaciones. Sus obras más destacadas fueron El día que soltaron a Joss, Te llamabas Rosicler y Cartas a Jenny, producciones realizadas por Teatro Imagen.

### Consagración en televisión
Grabó su primera serie audiovisual en 1972, La sal del desierto, posteriormente le vendrían los éxitos María José y J.J. Juez de Canal 13. Pero, fue su rol protagónico en La Madrastra, de Arturo Moya Grau, el que la consagró entre los televidentes en 1981. En la historia interpretaba a Marcia, una mujer que estuvo en prisión durante 20 años por un asesinato que no cometió. Su marido le dijo a sus hijos que su madre estaba muerta. Por eso, cuando Marcia fue liberada, obligó a su esposo a casarse nuevamente con ella, transformándose en la madrastra de sus propios hijos. Compartió créditos con Walter Kliche, Claudia Di Girólamo, Marés González, Gloria Münchmeyer, Jaime Vadell, Silvia Santelices, entre otros.
Yael se convirtió en la primera mujer en ser considerada la intérprete más rentable de la década de 1980 por las cadenas de televisión chilena, gracias sus papeles protagónicos en La madrastra (1981), La noche del cobarde (1983), La trampa (1985) y La última cruz (1987), todas ellas telenovelas de autoría de Arturo Moya Grau, manteniendo el liderato femenino durante quince años. En casi todas las teleseries ella siempre fue protagonista, Moya Grau la denominaba como "La Sempiterna Yael Unger", su actriz favorita y siempre le daba un rol protagónico en sus telenovelas.
En la década de 1990, Unger firmó contrato con la televisión pública, Televisión Nacional de Chile, y protagonizó junto a Claudia Di Girolamo la telenovela Trampas y caretas, de Lauro Cesar Muniz. Unger interpretó a la madre millonaria y manipuladora de Francisco Reyes y Bastián Bodenhöfer. La telenovela marcó el primer éxito para la televisión pública. Posteriormente siguió incursionando exitosamente con Ámame (1993), Rojo y miel (1994), Estúpido cupido (1995), Juegos de fuego (1995), Loca piel (1996), Borrón y cuenta nueva (1998), Aquelarre (1999) y Santo ladrón (2000).
En el año 2000, junto a otros 25 actores, participó en el proyecto "Un actor se desnuda", a cargo de la artista Elizabeth Patiño en Museo Nacional de Bellas Artes (Chile).

### Retiro
En 2002 anunció su retiro del teatro y las telenovelas para dedicarse por completo a ejercer como terapeuta de reiki y bioarmonía. El último trabajo teatral al que se dedicó fue la obra Anatomía de un caballo, dirigida por Ana María Zabala, y apareció en treinta capítulos de El circo de las Montini como una doctora que trata a un hombre con VIH. 
Comenzó la práctica de Isha, un sistema para reducir el estrés y vivir mejor a partir de la Educación Meditativa. En 2003 decidió hacer la maestría. Dejó todo lo que tenía en Chile y partió a Santa Marta (Colombia), donde estaba el Centro Isha. Cuando se convirtió en maestra, cambió nuevamente su nombre por Ishani: “reina del paraíso, diosa imperial, la perfecta encarnación de la conciencia crística en la forma femenina”.
Sin embargo, en 2014 retomó brevemente su carrera artística para reestrenar la obra Cartas de Jenny, con motivo de los 40 años de la fundación de Teatro Imagen

## Filmografía
| Año  | Título                | Director         |
| ---- | --------------------- | ---------------- |
| 1972 | État de Siège         | Costa-Gavras     |
| 1980 | Cuestión de ubicación | Luciano Tarifeño |

## Televisión
| Año  | Título                  | Papel                | Notas             | Ref. |
| ---- | ----------------------- | -------------------- | ----------------- | ---- |
| 1972 | La sal del desierto     | Victoria Covarrubias | Papel coprincipal |      |
| 1975 | María José              | María José Lineros   | Papel principal   |      |
| 1975 | J. J. Juez              | Irene Garmendia      | Papel coprincipal |      |
| 1976 | Sol tardío              | Daniela Ortiza       | Papel coprincipal |      |
| 1981 | La madrastra            | Marcia Espínola      | Papel principal   |      |
| 1983 | La noche del cobarde    | Dalia Venezzia       | Papel principal   |      |
| 1985 | La trampa               | Selva Marinka        | Papel principal   |      |
| 1987 | La última cruz          | Malena Aguirre       | Papel principal   |      |
| 1991 | Volver a empezar        | Margot Albónico      | Papel principal   |      |
| 1992 | Trampas y caretas       | Carmen Mackenna      | Papel principal   |      |
| 1993 | Ámame                   | Livia McDonald       | Papel coprincipal |      |
| 1994 | Rojo y miel             | Graciela Arancibia   | Papel coprincipal |      |
| 1995 | Estúpido cupido         | Luz Arlegui          | Papel coprincipal |      |
| 1995 | Juegos de fuego         | Isabel Vergara       | Papel coprincipal |      |
| 1995 | Juegos de fuego         | Antonia Vergara      | Papel coprincipal |      |
| 1996 | Loca piel               | Pilar Lynch          | Papel coprincipal |      |
| 1998 | Borrón y cuenta nueva   | Genoveva Flores      | Papel coprincipal |      |
| 1999 | La fiera                | Teresa Donoso        | 8 episodios       |      |
| 1999 | Aquelarre               | Julia Moya           | Papel coprincipal |      |
| 2000 | Santo ladrón            | Regina Smith         | Papel coprincipal |      |
| 2001 | Amores de mercado       | Amelia Ruiz-Tagle    | 4 episodios       |      |
| 2002 | El circo de las Montini | Rosario Álvarez      | 30 episodios      |      |

| Año  | Título                   | Personaje         | Notas                 |
| ---- | ------------------------ | ----------------- | --------------------- |
| 1979 | Teatro como en el teatro | Varios personajes |                       |
| 1998 | Mi abuelo, mi nana y yo  | Ishani            | Invitada (1 episodio) |
| 2002 | Cuentos chilenos         |                   | Secundario            |

## Teatro
- Todo se irá se fue se va al diablo
- 1969 - Antígona, dirigida por Víctor Jara
- 1970 - La ronda
- 1970 - Todas las colorinas tienen pecas
- 1972 - La Celestina
- 1974 - El día que soltaron a Joss , dirigida por Gustavo Meza
- 1974 - Mi adorada idiota, dirigida por Gustavo Meza
- 1975 - Te llamabas Rosicler, dirigida por Gustavo Meza
- 1977 - El visitante[10]
- 1978 - El último tren, dirigida por Gustavo Meza
- 1978 - Lo crudo, lo cocido y lo podrido , dirigida por Gustavo Meza
- 1980 - Viva somoza, dirigida por Gustavo Meza
- 1980 - Cuestión de descendencia
- 1981 - Niñamadre, dirigida por Gustavo Meza
- 1982 - ¿Quién dijo que don Indalicio había muerto?, dirigida por Gustavo Meza
- 1984 - La meka, dirigida por Gustavo Meza[11]
- 1984 - Los inconvenientes de instalar fabricas de comidas en barrios residenciales, dirigida por Gustavo Meza
- 1987 - Las cuñadas, dirigida por Gustavo Meza[12]
- 1988 - Cartas de Jenny, dirigida por Gustavo Meza
- 1999 - Viernes
- 2002 - Anatomía de un caballo
- 2014 - Cartas de Jenny[13]

## Premios
Premio APES
| Año  | Categoría                  | Producción                      | Resultado |
| ---- | -------------------------- | ------------------------------- | --------- |
| 1975 | Mejor actriz de teatro     | Mi adorada idiota               | Ganadora  |
| 1978 | Mejor actriz de teatro     | Lo crudo, lo cocido, lo podrido | Ganadora  |
| 1981 | Mejor actriz de televisión | La madrastra                    | Ganadora  |
| 1989 | Mejor actriz de teatro     | Cartas de Jenny                 | Ganadora  |
| 1992 | Mejor actriz de televisión | Trampas y caretas               | Ganadora  |
| 1994 | Mejor actriz de reparto    | Rojo y miel                     | Ganadora  |
| 1995 | Mejor actriz de reparto    | Estúpido cupido                 | Ganadora  |

Premio Laurel de Oro
| Año  | Premio               | Categoría              | Producción                      | Ganadora |
| ---- | -------------------- | ---------------------- | ------------------------------- | -------- |
| 1975 | Premio Laurel de Oro | Mejor actriz de teatro | Mi adorada idiota               | Ganadora |
| 1978 | Premio Laurel de Oro | Mejor actriz de teatro | Lo crudo, lo cocido, lo podrido | Ganadora |